# 維捷布斯克-奧爾沙攻勢
維捷布斯克－奧爾沙進攻行動 (俄语：Витебско-Оршанская наступательная)是第二次世界大战期间,蘇聯紅軍在1944年夏季的白俄羅斯戰略性進攻的一部份，一般稱之為巴格拉基昂行動。

## 計劃

### 行動目的
蘇軍攻勢的目的如下:
- 在維捷布斯克南北兩面突破德國第3裝甲軍團的防守及包圍該城，該城在德軍戰線上形成一個突出部；
- 突破在莫斯科－明斯克高速公路一帶滿佈防禦工事的地區及解放奧爾沙；
- 在高速公路被清理後聯同摩托化/騎兵進攻兵力通過走廊，為在明斯克攻勢行動以包圍德國第4軍團開闢通道。

### 蘇聯的情報
蘇聯的情報已知悉德軍在奧爾沙附近的莫斯科－明斯克公路之德軍防守深度，結果，伽力茨基率領之蘇軍第11親衛軍團在這地區之進攻由專門的機械化單位負責； 第116獨立工兵坦克團的PT-34掃雷坦克聯同突擊工兵連及突擊炮團將對築好防禦工事及佈滿地雷的德軍第78要塞師進攻。

## 進攻

### 維捷布斯克
中央集團軍的北翼由喬爾格-漢斯·萊因哈特指揮的第3裝甲軍團守衛；戰線從北面的沼澤地開始，經過維捷布斯克附近的突出部到達通往莫斯科-明斯克公路北面地區，這裡由第4軍團防守，與他們對陣是由霍夫漢內斯·巴格拉米揚指揮的波羅的海第一方面軍及由伊萬·切爾尼亞霍夫斯基指揮的白俄羅斯第3方面軍，他們的任務是突破維捷布斯克南北兩翼及切斷突出部。
在這地區的蘇軍取得最大勝利，蘇軍第43軍團在維捷布斯克北面突破了德國第9軍的防線，數小時內將其推向德湼斯特河，在該市南面，德國第6軍的第299及第197步兵師在蘇軍最初進攻下全部被消滅，特別是蘇軍第5軍團在德軍第299與第256步兵師之間的接合部取得最大成功，到6月24日部署在維捷布斯克的德國第53軍4個師已經損失慘重，雖然意圖包圍維捷布斯克的意圖很明顯，但德軍已經沒有後備力量支援已經崩潰的部隊及要求撤退到第2條防線，「老虎」防線，但為國防軍陸軍總司令部拒絕。
到6月25日第3裝甲軍團已經崩潰，在北面，第9軍已經被擊碎及被推向北德維納河，在威脅來臨時炸毀橋樑，在南面第6軍的大部份已被徹底擊潰，其南面的師團（第299及第256步兵師）於博古紹夫斯克在蘇軍猛烈攻擊下已經和第3裝甲軍團主力失去聯繫，這裡是黑森防線（第3防禦區）的最後立足點，蘇軍第43及39軍團此時已在維捷布斯克會師，包圍了整個德國第53軍，第53軍司令弗里德里希·戈利維澤爾已將德軍第4空軍野戰師調往該市西南面以應付突入之蘇軍，而第246步兵師已開始渡過北德維納河撤退，但國防軍陸軍總司令部卻否決所有全面撤退的要求：德軍第206步兵師被命令堅守維捷布斯克及戰至最後一兵一卒。
蘇軍在這一地區的計劃非常成功，第4空軍野戰師後路被切斷及在6月25日晚上被消滅，翌日第246步兵師及第6空軍野戰師從維捷布斯克一路苦戰，現在已經被包圍，希特勒堅持派一位軍官飛入維捷布斯克去提醒戈利維澤爾被圍的第206步兵師不能撤退；第3裝甲軍團司令萊因哈特堅持如果希特勒繼續其命令就只有他自己飛入維捷布斯克傳遞命令，到晚上蘇軍攻入城內及戈利維澤爾最後違反陸軍總司令部的命令，下令部隊撤出城外。
6月27日第53軍已然被消滅，其30,000名士兵不是陣亡就是被俘；一批為數數千名屬於第4空軍野戰師的士兵突圍逃走，但被消滅在維捷布斯克以西的樹林中，第4軍的殘餘向西撤退，在波洛茨克被蘇軍第6親衛軍團追擊，第6軍幾乎全軍覆沒，第3裝甲軍團已經完全被粉碎及解放維捷布斯克；很明顯一條大的空隙從之前第6軍的戰線延伸到第4軍團之北翼出現在德軍戰線上。

### 奧爾沙
蘇軍的行動在中央重點打擊第4軍團的戰線，第4軍團由庫爾特·馮·蒂普爾斯克瑞奇上將指揮，蘇軍的計劃與正在同時實施莫吉廖夫進攻行動的白俄羅斯第2方面軍包圍由保羅·沃爾卡斯指揮的德國第39裝甲軍及第12軍，而蘇軍即時最重要的目標：在北面攻佔莫斯科—明斯克公路及南面的奧爾沙，由伊萬·切爾尼亞霍夫斯基指揮的白俄羅斯第3方面軍被命令攻佔奧爾沙，蘇軍在這一地區針對由德國第27軍的突破，是作為進攻的北翼以消滅德國第4軍團，通往明斯克的道路被由配備額外火炮及突擊炮的第78要塞師守衛，奧爾沙本身已被定為堅強據點由第78要塞師防守及第25裝甲擲彈兵師防守其南面，由於在這地區的堅強防守，蘇軍的計劃包括由一些重裝甲工兵單位配合進攻。
蘇軍第11親衛軍團在6月23日進攻奧爾沙，但只面對微弱抵抗，翌日，蘇軍第1親衛狙擊師在沼澤地帶突破在第78要塞師北面頗為薄弱的德軍戰線，當時第78要塞師已被命令撤入黑森防線（第3防禦區），它現在拚命戰鬥以保持與在南面的第25裝甲擲彈兵師的聯繫，切爾尼亞霍夫斯基受第1親衛狙擊師的進展鼓舞，催促一個騎兵及機械化進攻單位突入德軍戰線，6月25日德軍的防守開始崩潰；一個在奧列霍夫斯克發動的反攻失敗。
沃爾卡斯的位置由於在北面的第3裝甲軍團接近崩潰而受到即時威脅，6月25日早日11時20分，被孤位的第6軍轉隸於第4軍團，其部份預備隊第14步兵師被命令在奧爾沙北面阻擊蘇軍推進，但在凌晨時，蘇軍第11親衛軍團在黑森防線粉碎了德國第6軍的殘餘及第78要塞師的情況十分危急：6月26日看目德軍撤退，蘇軍第2親衛坦克軍之坦克全速向明斯克推進，其一支輔助兵力包圍奧爾沙，他們在6月26日晚上解放該城，主要進攻部隊，由帕維爾·羅特米斯特洛夫指揮的蘇軍第5親衛軍團正通過出現在德軍戰線上的空隙，第6軍最終全軍被摧毀，其側翼單位正向鮑里索夫退卻，其司令官格奧爾格·普法伊弗在6月28日因與其師團失去聯絡而陣亡，沃爾卡斯命令堅守，雖然德軍第260步兵師派往北面及增調第286保安師，但依然缺乏資源。
該行動在第5親衛軍團在6月28日到達別列津納河時被完成。

## 影響
作為巴格拉基昂行動之一部份，維捷布斯克－奧爾沙進攻行動獲得了完滿成功：
- 兩個主要城市維捷布斯克和奧爾沙及通訊和交通中心
- 對德軍造成重大損失，第3裝甲軍團的第53軍幾乎被完全消滅，其它軍亦受到極高的傷亡率及損失了大量裝備
- 在奧爾沙突破之部隊，聯同在南面同時實施的博布魯爾斯克進攻行動的蘇軍，在之後的明斯克進攻行動有計劃地包圍整個德國第4軍

## 附錄
1. ↑  Dunn, pp. 1-2
2. ↑  Zaloga, p.52
3. ↑  Mitcham, p.24
4. ↑  The Soviet record, given in Glantz, p.85, states that this group was first intercepted by the 179th Rifle Division at Lake Sarro on 26 June, and was eventually destroyed near Iakubovschina on 27 June.
5. ↑  Zaloga, pp.56-57
6. ↑  Dunn, p.149
7. ↑  Dunn, pp.149-50